# Марк Аврелий Аполинар
Марк Аврелий Аполинар (на латински: Marcus Aurelius Apollinaris, на гръцки: Μάρκον Ἀπολλινάριον) е римски управител (legatus Augusti pro praetore Thraciae) на провинция Тракия по времето на август Галиен около 268 г. Произлиза от знатния римски род Аврелии.
Името му е известно от надпис от Августа Траяна (дн. Стара Загора). Той вероятно участва в защитата на провинция Тракия заедно с военноначалника Септимий Маркиан от вълната готи, заляла Балканите през 267 – 268 г. При това нашествие успешно е отблъсната обсада на Филипопол, за което основна роля има Маркиан.